# Шкільний референдум 1937 року у Підкарпатській Русі
Шкільний референдум 1937 року — плебісцит, зорганізований шкільними урядами у Підкарпатській Русі, коли батьки мали зробити вибір між двома граматиками, якими користувалися у довоєнній Чехословаччині у школах Підкарпатської Русі для вивчення русинської мови (або місцевого варіанту української мови). Голосуючі обирали між русофільською граматикою Сабова та українофільською Панькевича.

## Мовна традиція до незалежності Чехословаччини
Починаючи з перших друкованих граматик (1830, Лучкай) літературна «русинська» мова у Закарпатті, яке тоді входило до складу угорської частини Австрійської імперії, розвивалася в єдиній традиції етимологічного правопису з запозиченням великої кількості церковнослов'янських слів, порівняно зі східноукраїнським літературним стандартом — і так до виникнення незалежної Чехословаччини (1919—1939). Про це свідчать слова самого А. Волошина:
Перед войною, або ще и безпосередно перед револуціею у нас не было языковых споров; писателѣ наши постепенно сближалися к народному языку, желаючи сохраняти руську букву, руськое слово и ширити науку.

## Мовні тенденції та граматики чехословацької доби

### Проукраїнська орієнтація
Згідно зі ст. 11 Сен-Жерменського договору (1919), з якого це положення перейшло до Генерального статуту, тимчасового конституційного закону Підкарпатської Русі, і з § 6 чехословацького закону ч. 122, у Підкарпатській Русі мав бути скликаний Сойм, одним із завдань і правом якого було «знормалізувати мову тієї території таким чином, аби не розірвати єдність з Чехословацькою республікою». Але обіцяного Сойму не скликали аж до 1938 року.
Замість того чехословацька влада перебрала на себе регулювання мовних питань у школі. У карпатських школах на посади вчителів масово призначали емігрантів з України, і в цілому влада підтримувала інтеграцію карпаторусинської ідентичності з українською. Головним інспектором шкільної управи Підкарпатської Русі був призначений чех Йозеф Пешек, який одразу ж викликав до Ужгорода з Галичини мовознавця Івана Панькевича, який отримав практично монопольне право регулювати мовні питання у школі і в офіційній документації. Панькевич взявся за розроблення граматики, яка б забезпечила перехід від місцевих діалектів до літературної української мови. Граматика вийшла 1922 року і перевидавалася два рази (1927, 1936), щоразу відкидаючи все більше місцевих діалектизмів і наближаючися до українського літературного стандарту.

### «Традиційна» (москвофільська) орієнтація
Року 1924 Євменій Сабов під крилом Товариства О. Духновича видав так звану модернізовану традиційну граматику, де намагався штучно зблизити карпатські говори з російською мовою. Однак практично граматика Сабова була граматикою російської мови з невеликою кількістю місцевих слів. 
Граматика А. Волошина для початкової школи (1919) була орієнтована на українську мову, але з використанням церковнослов'янських слів, непритаманних розмовній мові. І першу, і другу схвалив чеський славіст Їржі Полівка, до якого звернувся по пораду міністр культури Чехословаччини. 
Учительський з'їзд 1923 року (Берегово) голосував за граматику Волошина (544 голоси), за граматику Панькевича віддали 2 голоси. Подібні обговорення відбулися на інших учительських з'їздах, а також у рамках Товариства О. Духновича.
Боротьба між граматиками досить швидко перетворилася на політичну боротьбу. Так, 1 червня 1930 року на автора русофільської граматики Є. Сабова скоїв замах активіст «Просвіти» Федір Тацинець.
З огляду на протести, з 1936 р. чехословацька влада дозволила використовувати у школах граматику Є. Сабова.

## Референдум 1937 року
1937 року проблема загострилася такою мірою, що 14 вересня за дорученням міністра освіти Чехословаччини в «руських» школах Підкарпатської Русі відбувся референдум. Батьки дітей, які мали право на освіту в тих школах, мали обрати між двома граматиками: І. Панькевича і Є. Сабова. За Сабова було віддано 313 (73,3 %), за Панькевича 114 (26,7 %) голосів.
На Верховині та Гуцульщині підтримали Панькевича, в долині — Сабова, а в етнічних «неруських» школах не голосували. Наприклад, у Березнянському повіті 30 шкіл були за Сабова, а інші 30 за Панькевича; в Рахівському повіті з 29 шкіл були 19 за Панькевича, а в 10 школах не голосували; в Берегівському окрузі з 20 шкіл були 5 за Панькевича, 2 за Сабова, а в 13 школах не голосували.
За даними 1937 року, приблизно 4/5 жителів краю сприймали поняття «український» як таке, що стосувалося чужої країни.

## Реакція на референдум
Чеська влада була задоволена результатами референдуму, оскільки вважала, що спромоглася розв'язати проблему демократичним способом; задоволені були також прихильники «традиційної» русинської граматики, яка фактично служила інструментом русифікації Закарпаття. Незадоволеними залишилися як прихильники інтеграції з Україною, так і комуністична партія.
Проукраїнські активісти і комуністи зібрали 17 жовтня 1937 року мітинг в Ужгороді, де виступили Августин Волошин і Олекса Борканюк, там було запропоновано проголосувати за те, щоб в усіх школах Підкарпатської Русі запровадити вивчення української мови на базі східноукраїнського стандарту. Пізніше, у комуністичну добу, те мітингове голосування було названо «громадським референдумом».